# Photina amplipennis
Photina amplipennis es una especie de mantis de la familia Mantidae.

## Distribución geográfica
Se encuentra en Venezuela, Brasil, Bolivia y la Guayana Francesa.